# 안나푸르나 픽처스
안나푸르나 픽처스(Annapurna Pictures)는 2011년 메건 엘리슨이 설립한 미국의 인디 미디어 기업으로 영화 제작, 연극, 텔레비전 프로그램을 전문으로 한다. 또, 비디오 게임 배급사 안나푸르나 인터랙티브를 두고 있다.

## 참여 작품

### 제작
- 더 브레이브
- 원초적 본능 2015
- 메인 스트리트 (2010년 영화)
- 캐치 44
- 로우리스: 나쁜 영웅들
- 마스터 (2012년 영화)
- 킬링 소프틀리
- 제로 다크 서티
- 스프링 브레이커스
- 일대종사 (영화)
- 그녀 (영화)
- 아메리칸 허슬
- 폭스캐처
- 터미네이터 제니시스
- 조이 (2015년 영화)
- 에브리바디 원츠 썸!!
- 소시지 파티
- 우리의 20세기
- 버려진 자들의 땅
- 디트로이트 (영화)
- 팬텀 스레드
- 시스터스 브라더스
- 빌 스트리트가 말할 수 있다면
- 카우보이의 노래
- 바이스 (2018년 영화)
- 잃어버린 세계를 찾아서 (2019년 영화)
- 북스마트
- 어디갔어, 버나뎃
- 허슬러 (2019년 영화)
- 상처의 해석
- 밤쉘: 세상을 바꾼 폭탄선언
- 쉬 세드
- 니모나

### 배급
- 디트로이트 (영화)
- 괜찮아요, 미스터 브래드
- 원더우먼 스토리
- 쏘리 투 보더 유
- 시스터스 브라더스
- 빌 스트리트가 말할 수 있다면
- 바이스 (2018년 영화)
- 디스트로이어 (2018년 영화)
- 잃어버린 세계를 찾아서 (2019년 영화)
- 북스마트
- 어디갔어, 버나뎃